# 李大魁 (1944年)
李大魁（1944年—），男，汉族，黑龍江哈爾濱人，中华人民共和国医学家，曾任中国医学科学院北京协和医院药剂科主任，中国药学会副理事长，第十一届全国政协委员。

## 生平
2008年，当选第十一届全国政协委员，代表无党派人士，分入第十四组。并担任教科文卫体委员会专委。